# Kanton Castelnaudary-Nord
Kanton Castelnaudary-Nord (fr. Canton de Castelnaudary-Nord) je francouzský kanton v departementu Aude v regionu Languedoc-Roussillon. Skládá se z 21 obcí.

## Obce kantonu
- Airoux
- Les Brunels
- Carlipa
- Les Cassés
- Castelnaudary (část)
- Cenne-Monestiés
- Issel
- Labécède-Lauragais
- Peyrens
- La Pomarède
- Montmaur
- Puginier
- Saint-Papoul
- Saint-Paulet
- Souilhanels
- Souilhe
- Soupex
- Tréville
- Verdun-en-Lauragais
- Villemagne
- Villespy